# Cot Gapu
Cot Gapu is een bestuurslaag in het regentschap Bireuen van de provincie Atjeh, Indonesië. Cot Gapu telt 1340 inwoners (volkstelling 2010).